# Gauss-nyaláb

A fényhullámok (mint speciális elektromágneses hullámok) terjedésének egy speciális esete az úgynevezett Gauss-nyaláb.

## Tulajdonságai
A fény transzverzális periodikus hullám, melyben a E elektromos térerősség, illetve a B mágneses indukció egymásra és a terjedés irányára merőlegesen, periodikusan váltakozik térben és időben.
A sík- és a gömbhullámok tér- és szögbeli eloszlásuk szerint két ellentétes végletet képviselnek.
Síkhullámokban az energia szögbeli széttartás nélkül végtelen távolságig terjed. A gömbhullámok egy pontból indulnak ki, viszont a teljes térszögbe széttartanak. Azokat a hullámokat, amelyek hullámfront-normálisai a z tengellyel (optikai tengely) kis szöget zárnak be, paraxiális hullámoknak nevezik. Ezek kielégítik a paraxiális Helmholtz-egyenletet. Fontos megoldásai ezeknek az egyenleteknek a valódi optikai nyalábok jellemzőivel bíró Gauss-nyalábok.
A Gauss-nyalábban az energia a nyalábtengely körüli kicsiny hengerszimmetrikus tartományban koncentrálódik. Bármely, az optikai tengelyre merőleges (transzverzális) síkban a nyalábon belüli intenzitáseloszlás a nyalábtengelyre centrált szimmetrikus Gauss–függvénnyel írható le. Ennek a függvénynek a szélessége a nyalábnyakban a legkisebb és innen mindkét irányban fokozatosan növekszik. A nyalábnyakban a hullámfront sík, míg ettől távolabb gyakorlatilag gömb alakú.

## Előfordulása
A folytonos illetve impulzuslézerekkel előállított fénynyalábok legtöbbször jó közelítéssel Gauss-nyalábként írhatók le. Éppen ezért a lézeres optikai kísérletekben a Gauss-nyalábok kezelése, fókuszálhatósága, a terjedés közbeni változásának ismerete alapvető fontosságú.

## A lézernyalábok főbb jellemzői
- Divergencia
- Fókuszálhatóság
- Teljesítmény
- Intenzitáseloszlás
- Nyalábsugár pozíciója
- Fókuszhossz
- Hullámfront görbületi sugara, geometriája
- Fázis